# Stade El Mayayo
Le Stade El Mayayo (en espagnol : Estadio El Mayayo) est un stade de football espagnol situé dans la ville de Sangonera La Verde, dans la région de Murcie.

## Description
Le stade, doté de 1 200 places assises, a été inauguré en 1975. Sa pelouse en herbe mesure 100 mètres de long sur 70 mètres de large. L’enceinte appartient à la ville de Murcie et accueille des rencontres locales et régionales.

## Histoire
À partir de 1996, le Sangonera Atlético Club de Fútbol y dispute ses matchs à domicile jusqu’à sa disparition en 2010.  
La même année, le UCAM Murcia CF s’installe au stade et en devient le principal club résident. Depuis, l’équipe universitaire y joue ses rencontres officielles, notamment en championnat espagnol.

## Utilisation
Outre les matchs de championnat des clubs résidents, le stade est utilisé pour les entraînements et certaines compétitions locales de jeunes et d’amateurs. Sa capacité limitée en fait une enceinte à vocation principalement régionale.